# Solidify
Albums de Grip Inc.
Nemesis
(1997) Incorporated
(2004)
Singles
1. Griefless
Sortie : 1999

Solidify est le troisième album du groupe de heavy metal, Grip Inc.. Il est paru le 23 février 1999 sur le label SPV Steamhammer et a été produit par Waldemar Sorychta & Grip Inc.

## Historique
Cet album fut enregistré en juillet - août 1998 dans les Woodhouse Studios de Hagen en Allemagne. Il est le premier et unique album avec le bassiste Stuart Carruthers, ce-dernier remplaçant Jason Vierbrooks .
Il se classa à la 58e place des charts allemand et à la 65e place des meilleures ventes de disque en France.

## Liste des titres
- Tous les titres sont signés par Gus Chambers (paroles) et Waldemar Sorychta (musique) sauf indications.

| No  | Titre                          | Auteur                      | Durée |
| --- | ------------------------------ | --------------------------- | ----- |
| 1.  | Isolation                      |                             | 3:38  |
| 2.  | Amped                          |                             | 4:20  |
| 3.  | Lockdown                       |                             | 4:03  |
| 4.  | Griefless                      |                             | 6:04  |
| 5.  | Foresight                      |                             | 3:49  |
| 6.  | Human?                         |                             | 4:49  |
| 7.  | Vindicate                      | Chambers, Stuart Carruthers | 4:19  |
| 8.  | Stresscase                     |                             | 2:58  |
| 9.  | Challenge                      |                             | 3:14  |
| 10. | Verräter (Betrayer)            |                             | 4:12  |
| 11. | Bug Juice (titre instrumental) | Sorychta, Dave Lombardo     | 5:16  |

## Musiciens
- Gus Chambers: chant
- Waldemar Sorychta: guitares, claviers
- Dave Lombardo: batterie, percussions
- Stuart Carruthers: basse

## Charts
| Pays      | Durée du classement | Meilleur classement |
| --------- | ------------------- | ------------------- |
| Allemagne | 2 semaines          | 58e                 |
| France    | 1 semaine           | 65e                 |